# Piazza al Serchio
Piazza al Serchio è un comune italiano di 2 042 abitanti della provincia di Lucca in Toscana.

## Geografia fisica
Il territorio del comune risulta compreso tra i 437 e i 1475 m sul livello del mare.
L'escursione altimetrica complessiva risulta pertanto essere pari a 1038 m.
- Classificazione sismica: zona 2 (sismicità medio-alta), Ordinanza PCM 3274 del 20/03/2003
- Classificazione climatica: zona E, 2764 GR/G
- Diffusività atmosferica: bassa, Ibimet CNR 2002

### Clima
Dati da https://www.sir.toscana.it/
| Piazza al Serchio  | Gen | Feb  | Mar  | Apr  | Mag  | Giu  | Lug  | Ago  | Set  | Ott  | Nov  | Dic  |
| ------------------ | --- | ---- | ---- | ---- | ---- | ---- | ---- | ---- | ---- | ---- | ---- | ---- |
| T. max. media (°C) | 9,1 | 10,0 | 12,9 | 16,3 | 20,1 | 23,6 | 26,4 | 26,5 | 23,2 | 18,7 | 14,1 | 10,2 |
| T. min. media (°C) | 2,8 | 3,6  | 5,7  | 8,3  | 11,0 | 13,8 | 15,9 | 15,6 | 13,0 | 9,8  | 6,5  | 3,7  |

## Origini del nome
Il nome della località deriva dal composto di "piazza", con probabile riferimento a uno "spiazzo" o a un luogo di "mercato", e della specificazione "al Serchio", con riferimento all'ubicazione della città nell'alto bacino dell'omonimo fiume.

## Storia
Le prime tracce umane nella zona dell'attuale Piazza al Serchio risalgono con tutta probabilità a epoca preromana; tuttavia i primi insediamenti abitativi stanziali si formarono in epoca longobarda, come dimostrano i numerosi reperti archeologici rinvenuti in zona databili a tale periodo.
Sin dall'Alto Medioevo il borgo di Piazza si sviluppò e consolidò grazie alla sua posizione geografica strategica al confine tra Toscana, Emilia e Liguria e vicino a numerosi corsi d'acqua.
In quel periodo il Vescovado di Lucca impose il proprio dominio sul territorio. Successivamente il borgo venne annesso ai possedimenti della Repubblica di Lucca.
Durante la dominazione lucchese, Piazza continuò a godere della floridezza economica e della crescita demografica già avviate nel Medioevo.
Nel corso del XIII secolo, le potenti città del tempo si contesero il borgo di Piazza invano poiché esso restò fedele al potere lucchese. La contesa coinvolse la Repubblica di Pisa, quella di Firenze e il Ducato di Modena, retto dagli Estensi di Ferrara.
Per lungo tempo la Repubblica di Lucca riuscì a far fronte ai tentativi di conquista delle località vicine; tuttavia all'inizio del XVIII secolo la famiglia ferrarese degli Estensi riuscì a imporre la propria supremazia sul borgo di Piazza.
Quest'ultimo venne pertanto annesso ai possedimenti del Ducato di Modena restando tuttavia inserito nella Diocesi di Luni alla quale apparteneva da sempre (i vescovi di Lucca avevano proprietà "private" in zona, ma ecclesiasticamente tutta l'alta Garfagnana era lunense).
Il periodo della dominazione estense si protrasse fino all'inizio del secolo successivo, quando il territorio venne invaso dalla truppe napoleoniche che vi rimasero stanziate fino al 1814.
Dopo l'occupazione francese, il borgo di Piazza ritornò nelle mani degli Estensi che lo governarono fino alla sua annessione al Regno d'Italia avvenuta nel 1861 ad opera del Re Vittorio Emanuele II di Savoia.
Con l'unità d'Italia il comune, ridenominato nel 1863 Piazza al Serchio, fu amministrativamente compreso nella provincia di Massa e Carrara fino al 1923, quando insieme a tutta la Garfagnana fu assegnato alla provincia di Lucca.
Piazza al Serchio è sulla Via del Volto Santo.

### Simboli
Lo stemma del comune di Piazza al Serchio è in uso dal 1870 e rappresenta la piazza dell'antico borgo di Sala mentre nel capo (che in alcune versioni è rappresentato palato di verde e di rosso) è posto l'emblema del vescovo-conte di Lucca, feudatario del luogo da prima dell'XI e fino al XIII secolo e che per questo motivo aveva il titolo di Conte di Piazza e Sala. Il gonfalone è un drappo di azzurro.

## Monumenti e luoghi d'interesse
- Pieve di San Pietro, di origine medievale, ma che si presenta oggi con un aspetto sei-settecentesco.
- Chiesa di Santa Maria a Borsigliana[7]: chiesa di origine romanica, già ricordata in un Diploma del 25 aprile 1020 dell’Imperatore del Sacro Romano Impero Enrico II il Santo, re d'Italia dal 1002 al 1024, dove si cita la "…cortem in Bursillano cum ipsa ecclesia" nell'elenco delle chiese assegnate all'abbazia di San Salvatore in loco nomine Sexto, oggi nel comune di Capannori. La chiesa ospita il pregevole trittico quattrocentesco di Pietro da Talada con la Madonna col Bambino e i santi Nicola e Prospero.
- Chiesa di San Biagio a Petrognano: considerata il luogo di irradiazione del cristianesimo in tutta la Garfagnana, la chiesa, originariamente romanica, fu ricostruita in stile neoromanico all'inizio del Novecento.
- Chiesa dei Santi Anastasio e Vincenzo, nel borgo di Sant'Anastasio: conserva all'interno un polittico quattrocentesco su tavola dorato, rappresentante la Madonna con Bambino in trono, Sant'Anastasio e san Vincenzo, Sant'Antonio abate e San Giovanni evangelista, Annunciazione, Cristo in pietà, Santi nella predella, tutti su fondo dorato, dipinto già attribuito a Filippo Lippi, ma in realtà di Bernardino del Castelletto[8].
- Chiesa di San Giovanni Battista a Livignano, nella quale è conservata una statua lignea duecentesca della Madonna col Bambino[9].
- Ponte e borgo medioevale di San Michele.
- I Doglioni di Piazza al Serchio, rocce di origine vulcanica.
- La locomotiva, simbolo del paese.

## Società

### Evoluzione demografica
Abitanti censiti

Il comune di Piazza al Serchio ha fatto registrare nel censimento del 1991 una popolazione pari a 2 665 abitanti mentre nel 2001 ne erano stati registrati 2 556, mostrando quindi nel decennio 1991 - 2001 una flessione percentuale di abitanti pari al -4,09%.
Gli abitanti sono distribuiti in 924 nuclei familiari con una media per nucleo familiare di 2,77 componenti.

### Etnie
Secondo i dati ISTAT al 31 dicembre 2010 la popolazione straniera residente era di 75 persone.
Le nazionalità maggiormente rappresentate in base alla loro percentuale sul totale della popolazione residente erano:
- Romania 43 1,72%

## Cultura

### Biblioteche
La Biblioteca interistituzionale Gastone Venturelli, Centro di Documentazione della Tradizione Orale, fa parte della rete documentaria lucchese. Dopo il terremoto nel 2013 è stata trasferita in via Guglielmo Marconi 6. Parte del suo patrimonio è presente nel catalogo della rete documentaria lucchese e parte è accessibile via file doc nella pagina web del comune.

### Musei
Nel comune ha sede il Museo italiano dell'immaginario folklorico.

### Eventi
La Fiera di San Pietro si svolge annualmente nella domenica più vicina al 28 di giugno, durante la quale è possibile degustare i piatti tipici della zona cucinati secondo le ricette tradizionali. Dal 2010 la fiera è preceduta dalla Notte Bianca, con eventi gastronomici e musicali nelle piazze del paese.
A metà luglio a Sant'Anastasio si svolge la tradizionale "Festa del farro" con la degustazione di piatti a base di questo prodotto tipico del territorio di Piazza al Serchio.

## Economia
L'economia locale si basa prevalentemente sulla produzione di cereali, ortaggi, frutta e sull'attività di numerose industrie operanti nei settori dell'abbigliamento e della produzione di materiali da costruzione. Verso la fine degli anni sessanta aprì la cementeria "Gabba e Clerici" che rimase in attività per venti anni. 

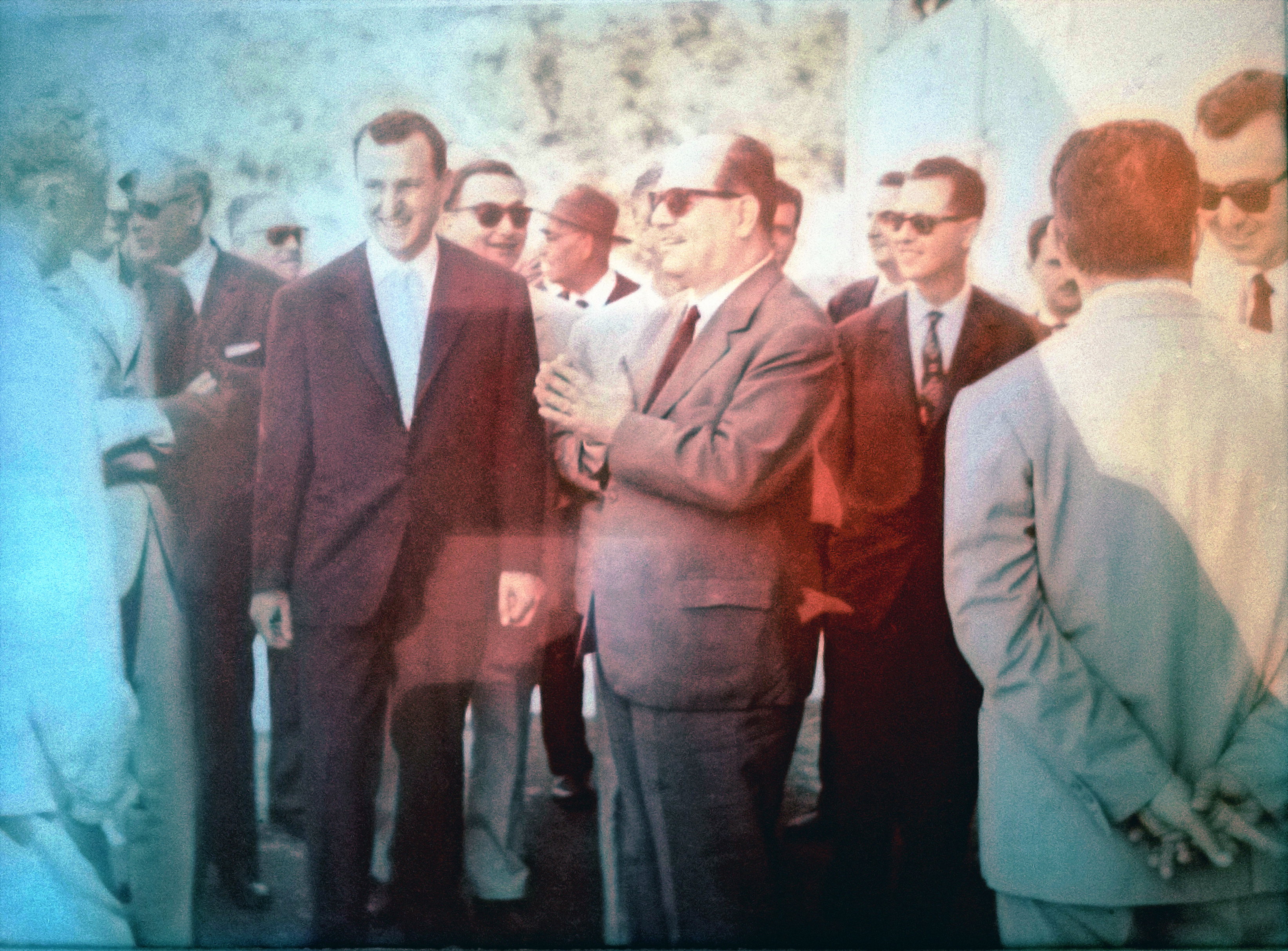
Inaugurazione della Cementeria Gabba e Clerici il 21 giugno 1959 con la presenza del ministro dell'industria e commercio Giuseppe Togni e dell'amministratore Gianfranco Gabba

Risultano insistere sul territorio del comune 63 attività industriali con 237 addetti pari al 32,96% della forza lavoro occupata, 76 attività di servizio con 166 addetti pari al 23,09% della forza lavoro occupata, altre 68 attività di servizio con 209 addetti pari al 29,07% della forza lavoro occupata e 26 attività amministrative con 107 addetti pari al 14,88% della forza lavoro occupata.
Risultano occupati complessivamente 719 individui, pari al 28,13% del numero complessivo di abitanti del comune.

## Infrastrutture e trasporti
Piazza al Serchio è attraversata della strada regionale 445 della Garfagnana, sulla quale sono svolte autocorse in servizio pubblico a cura di Autolinee Toscane.
È inoltre presente una stazione ferroviaria, servita dai treni che percorrono la ferrovia Lucca-Aulla e capolinea di alcune relazioni verso Lucca e Pisa. All'ingresso del paese è conservata come monumento la locomotiva a vapore FS 940.002, fatta posizionare negli anni '70 dall'allora sindaco Renzo Ferri.

## Amministrazione
Di seguito è presentata una tabella relativa alle amministrazioni che si sono succedute nel comune.
| Periodo        | Periodo        | Primo cittadino     | Partito                                      | Carica  | Note   |
| -------------- | -------------- | ------------------- | -------------------------------------------- | ------- | ------ |
| 9 maggio 1989  | 29 maggio 1990 | Giulio Cacciaguerra | Democrazia Cristiana                         | Sindaco | [ 13 ] |
| 21 giugno 1990 | 24 aprile 1995 | Delfo Pedri         | Partito Socialista Italiano                  | Sindaco | [ 13 ] |
| 24 aprile 1995 | 14 giugno 1999 | Umberto Bertolini   | -                                            | Sindaco | [ 13 ] |
| 14 giugno 1999 | 6 marzo 2000   | Roberto Nobili      | lista civica                                 | Sindaco | [ 13 ] |
| 14 maggio 2001 | 30 maggio 2006 | Fabio Costa         | lista civica                                 | Sindaco | [ 13 ] |
| 29 maggio 2006 | 17 maggio 2011 | Paolo Fantoni       | centro-sinistra                              | Sindaco | [ 13 ] |
| 1º giugno 2011 | 5 giugno 2016  | Paolo Fantoni       | lista civica Insieme                         | Sindaco | [ 13 ] |
| 5 giugno 2016  | 4 ottobre 2021 | Andrea Carrari      | lista civica Un futuro per Piazza al Serchio | Sindaco | [ 13 ] |
| 4 ottobre 2021 | in carica      | Andrea Carrari      | lista civica Un futuro per Piazza al Serchio | Sindaco | [ 13 ] |